# Veia contracta
Veia contracta är en fjärilsart som beskrevs av Walker 1865. Veia contracta ingår i släktet Veia och familjen nattflyn. Inga underarter finns listade i Catalogue of Life.